# اچ‌ام‌سی‌اس پورتیج (جی۳۳۱)
اچ‌ام‌سی‌اس پورتیج (جی۳۳۱) (به انگلیسی: HMCS Portage (J331)) یک کشتی است که طول آن 68.6 (225 ft) می‌باشد. این کشتی در سال ۱۹۴۲ ساخته شد.